# Edgar Allan Poe
Edgar Allan Poe (ur. 19 stycznia 1809 w Bostonie, w stanie Massachusetts, zm. 7 października 1849 w Baltimore, w stanie Maryland) – amerykański poeta, nowelista, krytyk literacki i redaktor. Przedstawiciel romantyzmu w literaturze amerykańskiej. W jego twórczości dominowały wątki fantastyki i horroru. Zapoczątkował gatunek noweli kryminalnej (Zabójstwo przy Rue Morgue, Złoty żuk). Stworzył także pierwszą w literaturze postać detektywa – C. Auguste’a Dupina.
Jego prozę charakteryzował silny psychologizm postaci (prekursorski względem późniejszej psychoanalizy) oraz surrealistyczne, skrajnie brutalne opisy makabry, przywołujące na myśl stany epileptyczne czy upojenie alkoholowe. W twórczości Edgara Allana Poego odnaleźć można postawy choroby wieku – neurozy, świadomości dualizmu świata czy też bólu istnienia, które pod koniec XIX wieku stały się sztandarowymi pojęciami nowych nurtów sztuki: dekadentyzmu, ekspresjonizmu oraz symbolizmu.
Poe inspirował Baudelaire’a, Huysmansa, Dostojewskiego, Meyrinka, de Quinceya, Bierce’a jak i całą rzeszę poetów surrealistycznych. Stephane Mallarme określił jego poemat Ulalume jako odbiegające od schematów swojej epoki arcydzieło poezji. Za jego przykładem szło wielu twórców, również polskich, np. Stefan Grabiński. Tadeusz Miciński wielokrotnie wspomina w swoich utworach inspirację fantastyczną wyobraźnią poety.
Zarówno poezję, jak i prozę Edgara Allana Poego tłumaczyło na polski wielu wybitnych literatów, jak np. Stanisław Wyrzykowski, Antoni Lange, Bolesław Leśmian, Tadeusz Miciński czy Zenon Przesmycki.
Twórczością Poego inspirowali się również filmowcy, tworząc mniej lub bardziej wierne ekranizacje jego opowiadań. Do najbardziej znanych dzieł filmowych należy nakręcony w latach 60. XX wieku cykl w reżyserii Rogera Cormana.
Mianem Edgarów nazywa się nagrody przyznawane przez organizację Mystery Writers of America.

## Życiorys

### Lata młodości

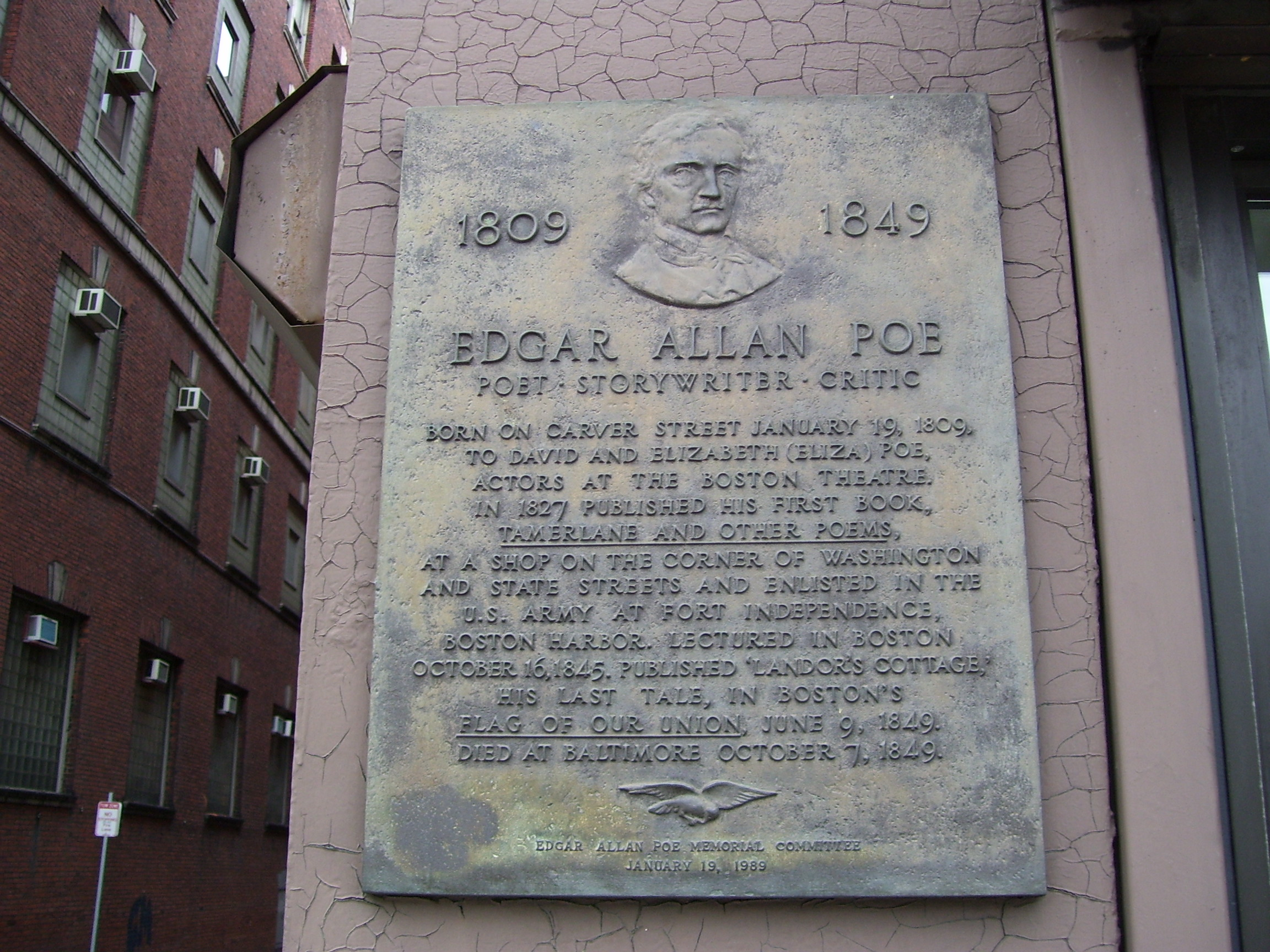
Tablica wskazuje przybliżone miejsce urodzenia Edgara Allana Poego w Bostonie

Edgar Allan Poe urodził się w Bostonie w stanie Massachusetts 19 stycznia 1809 roku, jako drugie dziecko aktorki Elizabeth Arnold Hopkins Poe i aktora Davida Poego Jr. Miał starszego brata Williama Henry’ego Leonarda Poego i młodszą siostrę Rosalię Poe. Imię Edgar mogło być mu nadane od postaci z szekspirowskiego Króla Leara, sztuki, którą para grała w 1809 roku. Ojciec opuścił rodzinę w 1810 roku, a matka zmarła rok później na gruźlicę. Poe został zabrany do domu Johna Allana, odnoszącego sukcesy szkockiego handlowca w Richmond, w stanie Wirginia, który handlował różnymi dobrami, wliczając w to tytoń, tkaniny, pszenice, nagrobki, zajmował się także handlem niewolnikami. Allan wraz ze swoją żoną Frances Valentine był dla niego rodziną zastępczą, formalnie nigdy go nie zaadoptowano, choć nadano mu nazwisko Edgar Allan Poe.
Allanowie ochrzcili Poego w Kościele episkopalnym w 1812 roku. John Allan na przemian rozpieszczał i agresywnie karał swego wychowanka. Rodzina wypłynęła do Anglii w 1815 roku. Poe uczęszczał do szkoły w Irvine w Szkocji (gdzie John Allan się urodził) przez krótki okres w roku 1815, zanim dołączył do rodziny w Londynie w 1816. Uczył się w szkole z internatem w Chelsea do lata 1817. Następnie wstąpił do szkoły Reverend John Bransby’s Manor House School w Stoke Newington, na przedmieściach oddalonych wówczas 6 km od północnego Londynu.
Poe przeprowadził się z powrotem z Allanami do Richmond w 1820 roku. W marcu 1825 zmarł wujek Johna Allana oraz biznesowy dobroczyńca William Galt, jedni z najbogatszych ludzi w Richmond, pozostawiając Allanowi kilka akrów posiadłości. Spadek był szacowany na 750 000 dolarów. Latem 1825 roku Allan, celebrując swój pokaźny majątek, nabył dwupiętrowy dom ceglany Moldavia Poe zaręczył się z Sarah Elmirą Royster, a następnie zapisał się na roczne studia językowe na Uniwersytecie Virginia w lutym 1826 roku. Uniwersytet, jeszcze w powijakach, był prowadzony zgodnie z ideałami jego założyciela Thomasa Jeffersona. Obowiązywały tam ścisłe zasady zabraniające hazardu, jazdy konnej, noszenia broni, używania tytoniu i alkoholu, jednak były one generalnie ignorowane. Jefferson uchwalił system zarządzania przez samych studentów, pozwalający im zapisywać się samodzielnie na dane kierunki, uzgadniać między sobą zarząd i zgłaszać wszystkie występki do rady wydziału. Ten jedyny w swoim rodzaju system był wciąż chaotyczny, z dużą liczbą osób niekończących studiów. W tym czasie Poe stracił kontakt z Royster i skłócił się ze swoim ojcem zastępczym w związku z długami, w jakie popadł, uprawiając hazard. Poe twierdził, że Allan nie dawał mu dość pieniędzy na zapisy na zajęcia, zakup potrzebnych książek, na stałe wydatki oraz na umeblowanie pokoju. Allan przysyłał dodatkowe fundusze i ubrania, lecz długi Poego ciągle rosły. Po roku zrezygnował ostatecznie ze studiów i, nie czując się mile widziany w Richmond (zwłaszcza gdy dowiedział się, że jego ukochana Royster wyszła za Alexandra Sheltona), wybrał się w podróż do Bostonu w 1827 roku, utrzymując się z prac dorywczych jako urzędnik i autor tekstów do gazet. W pewnym momencie zaczął używać pseudonimu Henri de Rennet.

### Kariera wojskowa

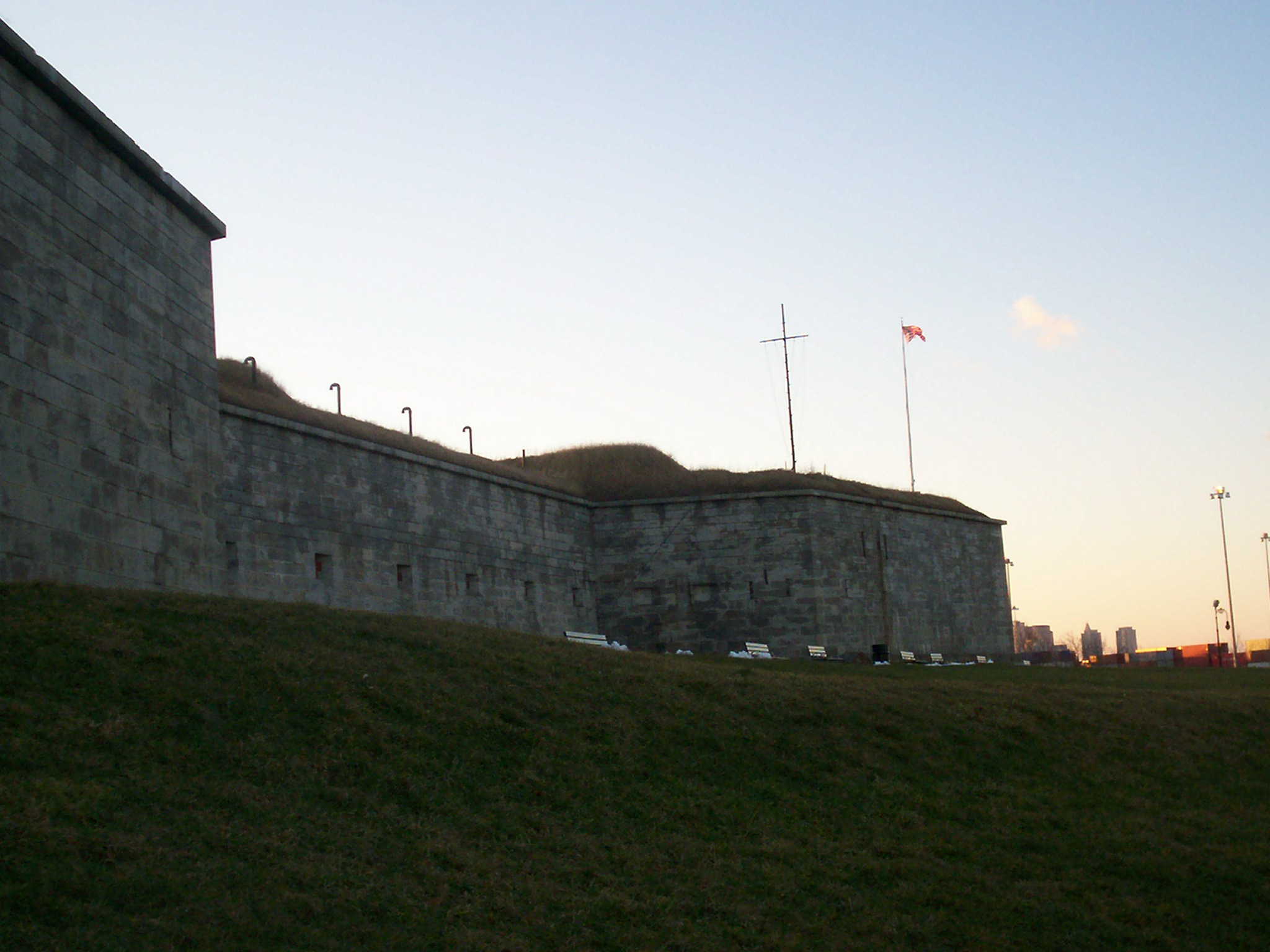
Poe stacjonował w Fort Independence w Bostonie, kiedy był w wojsku

Nie będąc w stanie się utrzymać, 27 maja 1827 roku Poe zaciągnął się do armii Stanów Zjednoczonych jako szeregowy. Używając nazwiska Edgar. A. Perry twierdził, że ma 22 lata, choć w rzeczywistości miał dopiero 18. Służył najpierw w forcie Independence w porcie bostońskim za 5 dolarów miesięcznie. Tego samego roku wydał swoją pierwszą książkę, 40-stronicową kolekcję poezji pt. Tamerlane i inne poezje (ang. Tamerlane and Other Poems) z notatką i podpisem „Bostończyk” (by a Bostonian). Wydrukowano zaledwie 50 kopii, a zbiór nie zwrócił prawie żadnej uwagi. Regiment Poego został oddelegowany do fortu Moultrie w Charleston w Karolinie Południowej. Podróżował brygiem „Waltham”. 8 listopada 1827 roku Poe otrzymał stanowisko rusznikarza, który przygotowywał pociski dla artylerii. Jego płaca miesięczna podwoiła się. Po odsłużeniu dwóch lat i osiągnięciu stopnia chorążego (najwyższego stanowiska, jakie jest możliwe dla podoficera), Poe szukał sposobu, aby zakończyć swą pięcioletnią służbę wcześniej. Ujawnił dowódcy, pułkownikowi Howardowi, swoje prawdziwe nazwisko i wszystkie okoliczności. Howard zgodził się, aby Poe został zwolniony tylko, jeśli ten pojednałby się z Johnem Allanem i napisał do niego list, ten jednak był nieprzychylny i obojętny. Minęło kilka miesięcy i prośby do Allana były ignorowane. Allan nie napisał do Poego, nawet aby powiadomić go o chorobie matki zastępczej. Frances Allan zmarła 28 lutego 1829 roku, a Poe przybył na miejsce dzień po jej pogrzebie. Być może łagodniejąc po śmierci żony, John Allan zgodził się wspierać prośby Poego o wcześniejsze zwolnienie z wojska, aby ten mógł zostać powołany do amerykańskiej akademii wojskowej w West Point.
Poe został ostatecznie zwolniony 15 kwietnia 1829 roku, po znalezieniu dla niego zastępstwa. Zanim wstąpił do West Point, przeprowadził się na pewien czas do Baltimore, zatrzymując się u owdowiałej ciotki Marii Clemm, jej córki Virginii Elizy Clemm (pierwszej kuzynki Poe), jej brata Henry’ego oraz jego kalekiej babki Elizabeth Cairnes Poe. W międzyczasie opublikował drugą książkę Al Aaraaf, Tamerlane and Minor Poems w Baltimore w 1829 roku.
Poe wyjechał do akademii West Point i immatrykulował się jako kadet 1 lipca 1830 roku. W październiku 1830 John Allan poślubił swoją drugą wybrankę, Louise Patterson. Małżeństwo oraz ciągłe sprzeczki z Poem o nieprawe dzieci Allana doprowadziły przybranego ojca do decyzji o wyrzeczeniu się Edgara. Poe zdecydował się na opuszczenie West Point przez umyślne dostanie się pod sąd wojskowy. 8 lutego 1831 roku był sądzony za rażące zaniedbania w służbie i nieposłuszeństwo w wykonywaniu rozkazów przez odmawianie uczęszczania na zajęcia, do kościoła i stawiania się na zbiórkach i ćwiczeniach. Poe taktycznie odpierał zarzuty, by uzyskać zwolnienie, wiedząc, że i tak będzie uznany za winnego.
Opuścił Nowy Jork w lutym 1831 roku i wydał swoje poezje w 3 tomach pod tytułem Poems. Książka była finansowana z pomocą zaprzyjaźnionych kadetów z West Point, z których wielu ofiarowało 75 centów, by podnieść sumę do 170 dolarów. Mogli oni oczekiwać wersów podobnych do tych, w których Poe pisał satyrycznie o dowodzących oficerach. Zbiór, przedrukowany przez Elam Bliss of New York, został nazwany „drugą edycją” i zawierał stronę mówiącą, że „ów tom jest dedykowany z wyrazami szacunku amerykańskiemu korpusowi kadetów”. W książce znalazły się raz jeszcze wiersze Tamerlane i Al Aaraaf, ale również 6 innych jeszcze niepublikowanych, takich jak Do Heleny, Israfel czy Miasto w morzu. Poe wrócił do Baltimore do ciotki, brata i kuzynki w marcu 1831 roku. Jego starszy brat Henry, który był w złym stanie zdrowotnym z powodu problemów z alkoholem, zmarł 1 sierpnia 1831 roku.

### Kariera pisarska
Po śmierci brata Poe zaczął podejmować poważniejsze próby, aby zapoczątkować karierę jako pisarz. Wybrał bardzo trudny okres w amerykańskiej działalności wydawniczej. Był pierwszym dobrze znanym Amerykaninem, który próbował żyć tylko z samego pisania, co było jeszcze utrudnione z powodu braku międzynarodowego prawa autorskiego. Wydawcy często kopiowali brytyjskie prace, zamiast płacić za nowe dzieła Amerykanom. Przemysł był szczególnie dotknięty paniką z 1837 roku. Pomimo znacznego wzrostu liczby amerykańskich magazynów w tym czasie, wiele z nich, nawet wspieranych nowymi technikami, nie przetrwało więcej niż kilku wydań i publicyści często odmawiali zapłaty autorom tekstów lub płacili im później, niż to było obiecane. Poe, mimo prób kontynuowania pomyślnej kariery literackiej, był zmuszony stale do zwracania się z upokarzającymi błaganiami o pieniądze, jak i o inne formy wsparcia do końca życia.

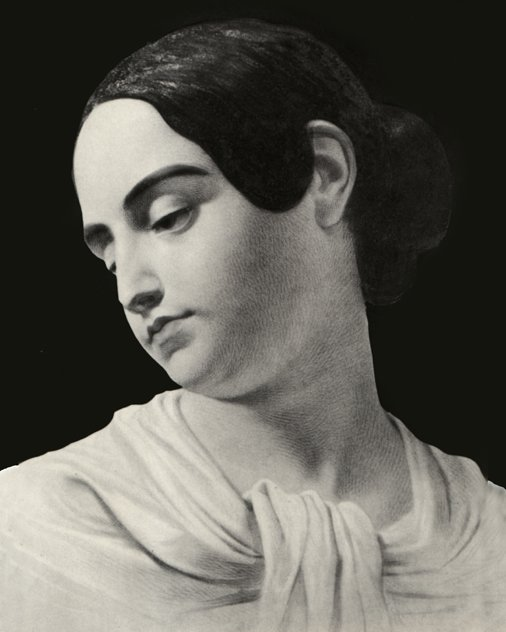
Poe poślubił Virginię Clemm, gdy ta miała 13 lat. Jej śmierć inspirowała jego twórczość

Po kilku próbach z poezją, zaczął on zwracać się w stronę prozy. Umieścił kilka historii w publikacji w Filadelfii i zaczął prace nad swoim jedynym dramatem Politian. The Saturday Visitor, gazeta z Baltimore, przyznała mu w październiku 1833 roku nagrodę za jego nowelę Rękopis znaleziony w butli (ang. MS. Found in a Bottle). Utwór zwrócił uwagę Johna P. Kennedy’ego, mieszkańca Baltimore ze sporym majątkiem. Pomógł on autorowi w związku z publikacją kilku historii i zapoznał go z Thomasem W. White’em, redaktorem Southern Literary Messenger w Richmond. Poe został jego asystentem w sierpniu 1835 roku, jednak po kilku tygodniach został zwolniony, gdyż był wielokrotnie łapany w stanie upojenia alkoholowego. Wracając do Baltimore, Poe potajemnie poślubił Virginię, swoją kuzynkę, 22 września 1835 roku. Miała ona wtedy zaledwie 13 lat, choć na dokumentach z certyfikatu małżeńskiego widniał wiek 21 lat. Po zapewnieniach poprawienia swojego zachowania White przywrócił go do pracy. Pisarz przeniósł się wraz z Virginią i jej matką z powrotem do Richmond. Z gazetą Southern Literary Messenger był związany do stycznia 1837 roku. W tym czasie jej nakład zwiększył się z 700 do 3500 egzemplarzy. Tam opublikował on kilka wierszy, recenzji książek, krytyk i historii. 16 maja 1836 roku artysta miał drugą ceremonię ślubną w Richmond z Virginią Clemm, tym razem oficjalną.
Przygody Artura Gordona Pyma zostały opublikowane i były szeroko recenzowane w 1838 roku. Latem 1839, Poe został asystentem redaktora Burton’s Gentleman’s Magazine. Publikował liczne artykuły, historie, recenzje, wzmacniając swoją reputację jako bezkompromisowego krytyka, którą zyskał już sobie, pracując dla Southern Literary Messenger. Także w 1839 roku została opublikowana 2-tomowa kolekcja Opowieści groteskowo-arabeskowe (ang. Tales of the Grotesque and Arabesque), choć zarobił on na niej niewiele pieniędzy i otrzymał mieszane recenzje. Poe opuścił Burton’s Gentleman’s Magazine po około roku i znalazł zatrudnienie jako asystent w Graham’s Magazine.
W czerwcu 1840 roku autor opublikował prospekt, ogłaszając intencje do założenia swojego własnego czasopisma, The Stylus. Początkowo chciał nazwać je The Penn, gdy miało być wydawane w Filadelfii. W wydaniu Saturday Evening Post z 6 lipca 1840 roku, Poe kupił miejsce na reklamę swojego prospektu o treści: „Prospekt magazynu Penn, literackiego miesięcznika, redagowanego i wydawanego w mieście Filadelfia przez Edgara Allana Poego”. Magazyn nie ujrzał jednak światła dziennego za jego życia. W tym czasie próbował on zapewnić sobie stanowisko w administracji Johna Tylera, utrzymując, że jest on członkiem partii Wigów. Miał nadzieję na mianowanie do pracy w biurze rządowym w Filadelfii z pomocą syna prezydenta Tylera, Roberta, znajomego Fredericka Thomasa, przyjaciela Poe. Sam autor nie pojawił się na spotkaniu z Thomasem, by uzgodnić szczegóły w połowie września 1842 roku, twierdząc, że był chory, choć Thomas uważał, że był po prostu pijany. Chociaż obiecał on nominację, wszystkie miejsca były już zajęte przez innych.

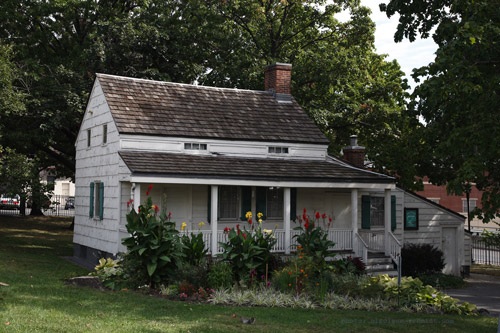
„Poe Cottage” na Bronksie w Nowym Jorku

W styczniu 1842 roku pokazały się pierwsze oznaki gruźlicy u Virginii, gdy z samego rana śpiewała i grała na pianinie. Poe relacjonował to zdarzenie, wspominając o przerwanych naczyniach krwionośnych w okolicach gardła. Wyzdrowiała tylko częściowo. Pisarz zaczął pić jeszcze intensywniej przez stres spowodowany chorobą Virginii. Opuścił Graham’s Magazine i znalazł sobie nowe zajęcie w czasie wyborów na rządowe stanowiska. Powrócił do Nowego Jorku, gdzie pracował krótko dla Evening Mirror, zanim został redaktorem Broadway Journal, a później jego właścicielem. Odseparował się on od innych pisarzy, oskarżając publicznie Henry’ego Wadswortha Longfellowa o plagiat, choć ten nigdy mu nie odpowiedział. 29 stycznia 1845 roku jego wiersz Kruk pojawił się w Evening Mirror i zyskał ogromną popularność. Po raz pierwszy ten wiersz został przez autora odczytany w salonie literackim Anne Lynch Botty. Choć jego nazwisko stało się prawie powszechnie znane, zapłacono mu za publikacje tylko 9 dolarów.
The Broadway Journal upadł w 1846. Poe przeniósł się do domu w rejonie Fordham, części Bronxu w Nowym Jorku. Budynek znany jak „Poe Cottage” znajduje się na południowo-wschodnim rogu Grand Concourse i Kingsbridge Road. Virginia zmarła 30 stycznia 1847 roku. Biografowie i krytycy sugerują, że częsty motyw „śmierci pięknej kobiety” ma swoje źródło w stracie kobiet jego życia, w tym jego żony.
Coraz mniej stabilny po śmierci żony, Poe próbował zalecać się do poetki Sarah Helen Whitman, która żyła w Providence, na Rhode Island. Ich związek się nie udał, prawdopodobnie z powodu picia i nieprzewidywalnego zachowania autora. Jednak są mocne dowody na to, że matka Whitman interweniowała i przyczyniła się do rozpadu związku. Poe wrócił do Richmond i wznowił związek z miłością lat młodzieńczych Sarah Elmirą Royster.

### Śmierć

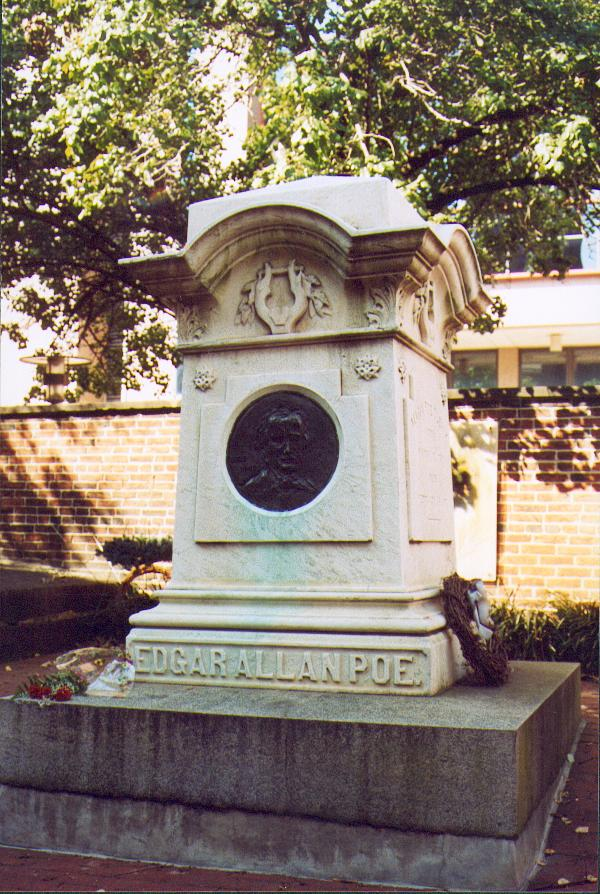
Edgar Allan Poe jest pochowany w Baltimore w stanie Maryland. Okoliczności i przyczyny jego śmierci pozostają nieznane.

3 października 1849 roku Poe został znaleziony na ulicach Baltimore w stanie delirium, a także – zgodnie ze słowami człowieka, który go znalazł, Josepha W. Walkera – „w wielkiej niedoli i … potrzebie natychmiastowej pomocy lekarskiej”. Poe został zabrany do szpitala Washington College Hospital, gdzie zmarł w niedzielę, 7 października 1849 roku o godzinie 5.00. Poe nie wrócił już do stanu, w którym mógłby wystarczająco dokładnie wyjaśnić, jak znalazł się w tak skrajnym i zgubnym dla niego stanie. Ponadto nie miał on na sobie swoich własnych ubrań. Poe miał w noc swojej śmierci wykrzykiwać ciągle nazwisko Reynolds, choć nie jest do końca jasne, do kogo dokładnie się odwoływał. Niektóre źródła podają, że jego ostatnimi słowami było zdanie „Panie, miej w opiece moją biedną duszę”. Wszystkie zapisy medyczne, razem ze świadectwem jego śmierci, zaginęły. Gazety donosiły o takich powodach zgonu, jak zator mózgu i zapalenie mózgu, co było powszechnym eufemizmem dla przypadków śmierci z powodów takich jak alkoholizm, łączących się ze sporą dawką niesławy. Jednakże rzeczywista przyczyna jego śmierci pozostaje tajemnicą. Jeszcze przed 1872 przyjmowano, że Poe padł ofiarą ludzi, którzy kilkakrotnie siłą zmuszali innych do głosowania na określonego kandydata w okresie wyborczym, ale spekulacje dotyczyły też majaczeń alkoholowych, choroby serca, epilepsji, kiły, zapalenia opon mózgowo-rdzeniowych, cholery czy wścieklizny.

### Pamiętnik Griswolda
W dzień pochówku, na łamach New York Tribune pojawił się obszerny nekrolog z podpisem „Ludwig”. Został on opublikowany w całym kraju. Zaczynał się od doniesienia, że „Edgar Allan Poe nie żyje. Zmarł przedwczoraj w Baltimore. Wiadomość ta może zaskoczyć wielu, lecz tylko niewielu będzie się z tego powodu smucić”. Ludwig został szybko zidentyfikowany jako Rufus Wilmot Griswold, redaktor, krytyk, antologista, który nosił w sobie urazę do Poego od 1842 roku. Griswold stał się faktycznym opiekunem spuścizny literackiej i próbował zniszczyć reputację zmarłego pisarza.
Rufus Griswold napisał biograficzny artykuł o Poem pt. Pamiętniki autora (ang. Memoir of the Author), włączone do jego tomu prac zebranych z 1850 roku. Griswold przedstawił Poego jak zdeprawowanego, uzależnionego od narkotyków pijaka i szaleńca, i załączył jego listy jako dowód. Wiele z tych stwierdzeń było wierutnymi kłamstwami lub zniekształconymi półprawdami. Na przykład jest dzisiaj oczywiste, że Poe nie był uzależniony od narkotyków. Książka Griswolda została potępiona przez tych, którzy dobrze znali Poego, lecz stała się jednocześnie dziełem popularnym i akceptowanym. Stało się tak dlatego, że była to jedyna pełna biografia dostępna na rynku, szeroko przedrukowywana i po części elektryzująca czytelników na myśl o czytaniu prac „złego” człowieka. Listy, które Griswold przedłożył jako dowód opisu cech Poego, okazały się potem fałszerstwem.
Znajomość Poego i Griswolda była inspiracją dla norweskiego pisarza Nikolaja Frobeniusa, który opisał i ubarwił ją w książce Pokażę wam strach.

## Literacki styl i tematy

### Gatunki
Najbardziej znane prace Poe zalicza się do literatury gotyckiej, gatunku któremu przypisywało się podążanie za upodobaniami i gustami społecznymi. Tematyka owych utworów oscyluje wokół zagadnień śmierci, wraz z jej fizycznymi oznakami, skutkami rozkładu, problemem przedwczesnego pochówku, ożywienia martwych oraz żałoby. Wiele z dzieł Poego jest wiązanych z czarnym romantyzmem, literacką reakcją na transcendentalizm, w stosunku do którego Poe był wysoce niechętny. Odnosił się do zwolenników ruchu w sposób prześmiewczy (określając ich jako Frogpondians po nazwie jeziora w parku Boston Common), a z ich twórczości kpił jako przepełnionej nadmierną chęcią metaforyzowania, „popadania w niejasności dla samych niejasności i w mistycyzm dla samego mistycyzmu”. Poe pisał w liście do Thomasa Holleya Chiversa, że nie odczuwał niechęci do wszystkich reprezentantów transcendentalizmu, lecz tylko do znajdujących się pośród nich sofistów i tych, którzy próbowali udawać.

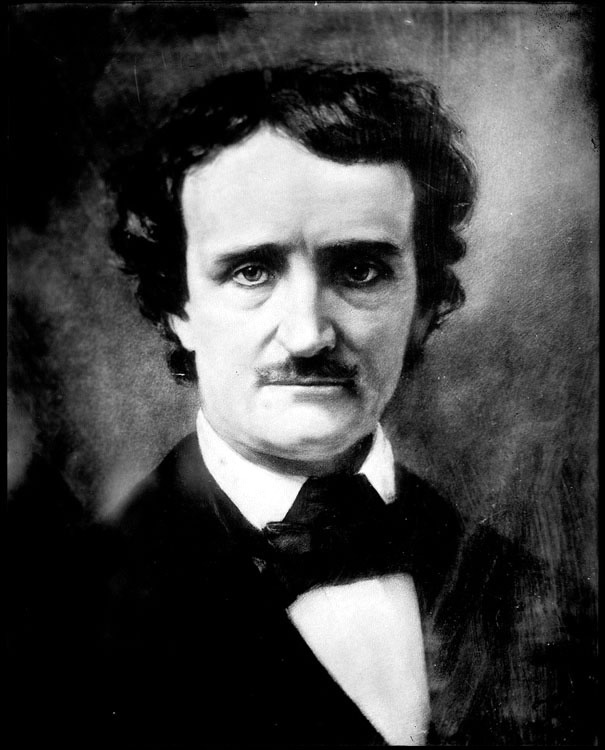
Edgar Allan Poe

Poza utworami grozy, autor pisał też satyry, humorystyczne opowieści i żarty literackie. Stosował często ironię i niedorzeczną ekstrawagancję w celu uzyskania efektu komediowego, podejmując się w ten sposób próbę uwolnienia czytelnika z kulturowego konformizmu. Nowela Metzengerstein, pierwszy utwór opublikowany przez autora, była początkowo pomyślana jako burleska wyśmiewająca popularny gatunek. Był też prekursorem science fiction, reagując w swoich pracach na pojawienie się nowych technologii i wynalazków jak balon na ogrzane powietrze w tekście pt. Bujda balonowa.
Poe pisał większość prac nawiązując do tematów odpowiadających rynkowym gustom odbiorców. Wreszcie na koniec, jego literatura zawierała często elementy popularnych pseudonauk, takich jak frenologia i fizjonomika.

### Teoria literacka
Dzieła Poego odzwierciedlają jego literackie teorie, które prezentował w jego krytyce, oraz w esejach takich jak Zasady poezji (ang. The Poetic Principle). Nie lubił dydaktyzmu i alegorii, choć wierzył, że sens literacki powinien leżeć tuż pod samą powierzchnią. Twierdził, że utwory, których wymowa jest zbyt oczywista, przestają być sztuką. Wzorowe dzieło powinno być zwięzłe i koncentrować się na pojedynczym skutku, a pisarz powinien ostrożnie kalkulować i rozważać każdy sentyment i każdą ideę. W Filozofii kompozycji (ang. The Philosophy of Composition), eseju w którym Poe opisuje swoją metodę przy pisaniu Kruka, obstaje przy twierdzeniu, że w procesie twórczym trzymał się dokładnie owych zasad. Jednak jest kwestionowane, czy Poe rzeczywiście podążał za swoim systemem. T.S. Eliot powątpiewał czy owa kalkulacja Poego w eseju odpowiada w całości jego metodzie w odniesieniu do pisania wiersza. Biograf Joseph Wood Krutch opisywał esej jako raczej „pomysłowe ćwiczenie w sensie analitycznej racjonalizacji”.

## Spuścizna

### Wpływ literacki

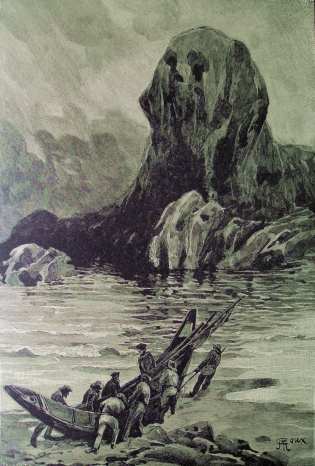
Ilustracja do Lodowego sfinksa Juliusza Verne’a, kontynuacji Przygód Artura Gordona Pyma.

Za życia, Poe był najczęściej rozpoznawany jako krytyk literacki. Jego kolega po fachu James Russell Lowell nazwał go „najbardziej wyrobionym, filozoficznym i nieustraszonym krytykiem prac, jaki pisał w Ameryce”, choć krytykował merytorycznie w sytuacjach, jeśli ten okazjonalnie używał w swojej krytyce „cyjanowodoru zamiast atramentu”. Poe był również znany jako twórca literacki i stał się pierwszym amerykańskim autorem XIX wieku, który był bardziej popularny w Europie niż w Stanach Zjednoczonych. Poe był szczególnie szanowany we Francji, po części dzięki wczesnym tłumaczeniom Charles’a Baudelaire’a. Jego przekłady stały się podstawą do finalnych interpretacji prac Poego w Europie.
Wczesne prace Poego zaczynają się od literatury detektywistycznej z fikcyjnym C. Auguste Dupinem, które były podstawą do kreacji późniejszych literackich utworów detektywistycznych. Sir Arthur Conan Doyle mówił, że „każda z historii detektywistycznych Poe jest źródłem, z którego czerpała cała literatura…. Gdzie były utwory detektywistyczne, nim Poe tchnął w nie iskrę życia?” – pytał. Mystery Writers of America nazwało ich nagrody za najlepsze dzieła w gatunku Edgarami. Utwory Poego miały duży wpływ na literaturę science fiction, w szczególności w odniesieniu do Juliusza Verne’a, który napisał kontynuację Przygód Artura Gordona Pyma pt. Lodowy sfinks. Autor SF H.G. Wells zaznaczył, że Pym przekazuje to, co bardzo inteligentny umysł mógł sobie wyobrazić o terenach podbiegunowych całe stulecie wcześniej”.
Jak to miało miejsce w odniesieniu do wielu znanych artystów, prace Poego dały początek niezliczonej liczbie naśladowców. Jednym interesującym trendem pośród nich były twierdzenia, wizjonerów i jasnowidzów, że byli oni niejako „wyzwani” duchem utworów Poego. Najbardziej godny uwagi jest przypadek Lizzie Doten, która w 1863 roku opublikowała Poems from the Inner Life, gdzie utrzymywała, że otrzymała ona nowe kompozycje utworów od ducha Poego. Owe utwory były przeróbkami sławnych wierszy Poego, takich jak Dzwony, ale cechowały się nowym, pozytywnym wyglądem.
Mimo to Poe nie był zachwalany, po części z powodu negatywnej percepcji jego osobistego charakteru, wpływającego na jego reputację. William Butler Yeats był okazjonalnie krytykiem Poego i określił go raz „wulgarnym”. Reprezentant transcendentalizmu Ralph Waldo Emerson zareagował na Kruka słowami „Nic w nim nie widzę” i szyderczo odnosił się do Poego jako o „brzęczącym człowieczku” (the jingle man). Aldous Huxley pisał, że prace Poego „wpadają w wulgaryzm”, przez to, że są „zbyt poetyckie” – odpowiadającą temu sytuacją jest noszenie pierścienia z diamentem na każdym palcu.

### Fizyka i kosmologia
Eureka: A Prose Poem, esej napisany w 1848 roku, zawierał kosmologiczną teorię, która koncentrowała się wokół hipotezy Poego o Wielkim Wybuchu, oraz pierwsze prawdopodobne wytłumaczenie Paradoksu Olbersa. Poe zrezygnował z metod naukowych w Eurece i zamiast tego pisał kierując się czystą intuicją, dlatego też postrzegał utwór jako dzieło sztuki, nie zaś jako pracę naukową, jednak upierał się przy tym, że jest prawdziwa i widział ją jako arcydzieło jego kariery. Mimo to Eureka jest przepełniona naukowymi omyłkami. W szczególności jeśli chodzi o sugestie Poego stojące w opozycji do zasad dynamiki Newtona, dotyczących gęstości i rotacji planet.
Na cześć poety została nazwana jedna z planetoid – (17427) Poe.

### Kryptografia
Poe mocno interesował się dziedziną kryptografii. Umieścił ogłoszenie w filadelfijskiej gazecie Alexander’s Weekly (Express) Messenger informując o swoich zdolnościach i zachęcając do nadsyłania zgłoszeń z szyframi, które miał rozwiązać. W lipcu 1841 roku opublikował esej pt. A Few Words on Secret Writing w Graham’s Magazine. Zdając sobie sprawę z publicznego zainteresowania tym tematem, napisał Złotego żuka, gdzie szyfry były integralną częścią fabuły.
Sukces Poego w dziedzinie kryptografii nie polegał tak bardzo na jego wiedzy w tym zakresie (jego metoda była ograniczona do prostego szyfru podstawieniowego), a bardziej na informacjach z magazynów i gazet. Jego analityczne zdolności, widoczne także w jego utworach, pozwoliły mu na uświadomienie sobie, że generalnie publika wysoce ignorowała jakiekolwiek metody, dzięki którym prosty szyfr podstawieniowy mógł być złamany, co autor skrzętnie wykorzystał. Sensacja, jaką wywołały kryptograficzne dokonania pisarza, przyczyniła się w dużym stopniu do popularyzacji kryptogramów w gazetach i magazynach.
Poe miał wpływ nie tylko na publiczne zainteresowanie kryptologią za jego czasów. William Friedman, najbardziej znany amerykański kryptolog, był mocno zainspirowany przez pisarza. Zainteresowania ową dziedziną pojawiły się u Friedmanna po przeczytaniu Złotego żuka, gdy był jeszcze dzieckiem. Ową pasję wykorzystał w złamaniu japońskiego kodu PURPLE podczas II wojny światowej.

## Poe w popkulturze

### Poe jako postać fikcyjna
Historyczny Edgar Allan Poe pojawiał się jako postać fikcyjna, często reprezentując „szalonego geniusza” lub „udręczonego artystę”, uwikłanego w jego osobiste walki i zmagania. Wiele podobnych opisów jest zmieszanych z figurami z jego utworów, sugerując wspólne tożsamości między nimi a autorem. Często w fikcjonalnych opisach sylwetki autora są przedstawiane jego tajemne umiejętności analityczne, jak ma to miejsce w takich powieściach jak np. Cień Poego Matthew Pearla. Z kolei Lovecraft uczynił go jedną z postaci swojego opowiadania pt. Przeklęty dom, a dwójka japońskich autorów stworzyła związaną z nim postać w serii mang i anime Bungou Stray Dogs

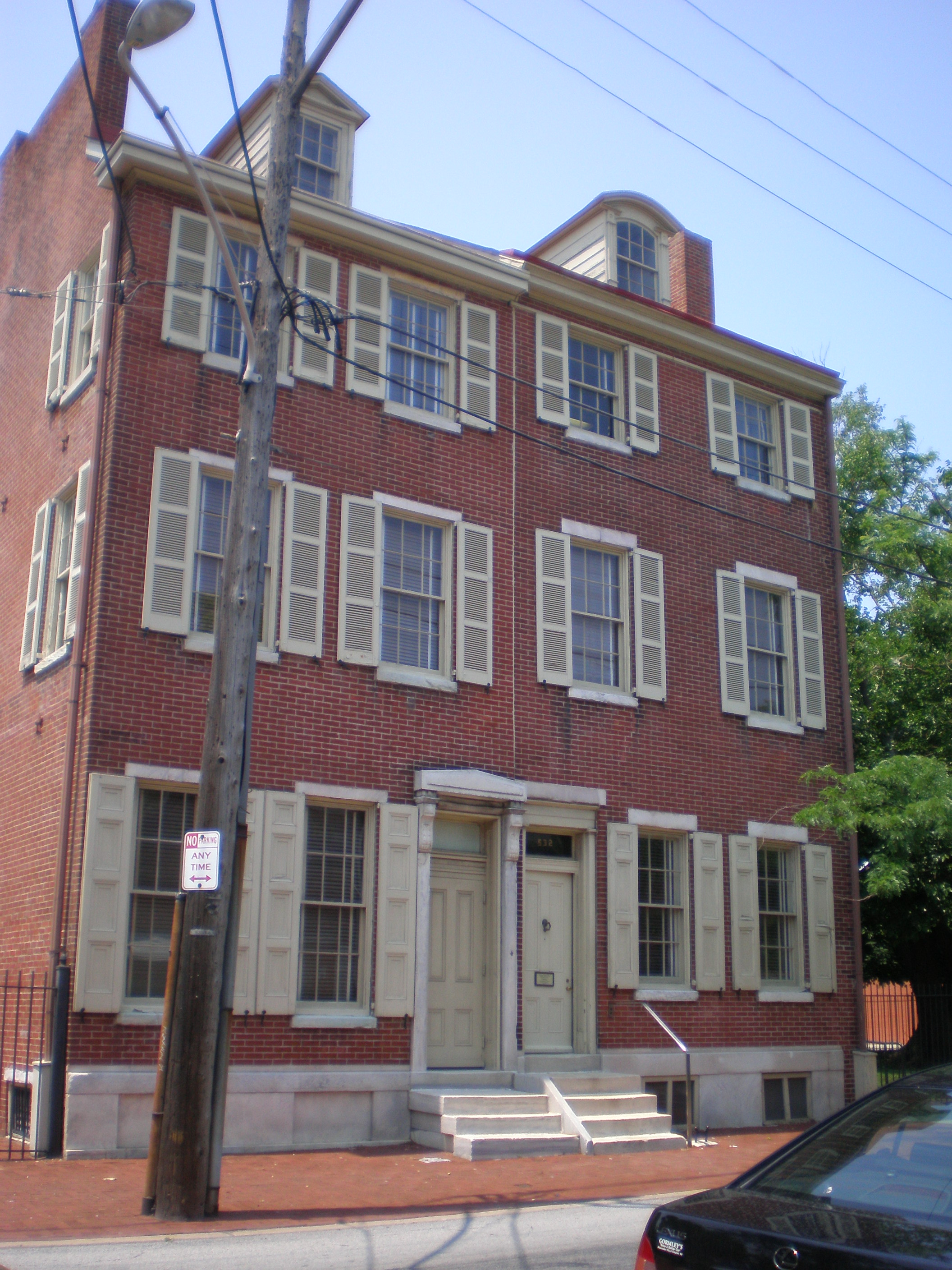
Edgar Allan Poe National Historic Site w Filadelfii jest jedną z byłych, zachowanych rezydencji Edgara Allana Poego

W 2012 roku pojawił się thriller Kruk: Zagadka zbrodni w reżyserii Jamesa McTeigue’a, w którym głównym bohaterem jest niedoceniany poeta – Edgar Allan Poe. Dzieło jest fikcyjną historią miłości poety, która prowadzi do samobójstwa Edgara.

### Zachowane budynki, miejsca i muzea
Nie zachował się już żaden budynek, gdzie Poe mieszkał w dzieciństwie, wliczając w to Moldavie, posiadłość Allanów. Najstarszy stojący dom w Richmond „Old Stone House” jest siedzibą muzeum Edgara Allana Poego, choć sam autor nigdy tam nie mieszkał. W skład jego kolekcji wchodzi wiele przedmiotów należących do pisarza, oferuje ono także kilka rzadkich, pierwszych druków prac Poego. Pokój w akademiku, gdzie autor miał mieszkać w czasie studiów na Uniwersytecie Virginia w 1826 roku, zachował się i jest udostępniony dla zwiedzających. O jego utrzymanie troszczy się tamtejsza grupa studentów, wraz z personelem zwanym Raven Society (Stowarzyszenie kruka).
Dom, w którym Poe żył w najwcześniejszym okresie w Baltimore, zachował się jako muzeum nazwane Edgar Allan Poe House and Museum. Miał on żyć w tym domu w wieku 23 lat, gdy po raz pierwszy mieszkał z Marią Clemm i Virginią (jak i swoją babką i prawdopodobnie ze starszym bratem Williamem Henrym Leonardem Poe). Jest otwarty dla zwiedzających i jednocześnie jest siedzibą Edgar Allan Poe Society. Z kilku mieszkań, które Poe, jego żona Virginia oraz jego teściowa Maria wynajmowali w Filadelfii, tylko jedno, ostatnie przetrwało. Dom The Spring Garden, gdzie autor żył w latach 1843–1844, znajduje się pod nadzorem Służby Parków Narodowych i nosi nazwę Edgar Allan Poe National Historic Site. Ostatnie miejsce pobytu pisarza to Poe Cottage na Bronksie w Nowym Jorku.
Inne punkty i miejsca związane z Poem, to budynek na Manhattanie (Upper West Side), gdzie mieszkał on przez chwilę, gdy po raz pierwszy przeprowadził się do Nowego Jorku. Tablica pamiątkowa sugeruje, że napisał tam Kruka. W Bostonie jest zaznaczone miejsce, gdzie autor się urodził. Dając wiarę temu, że lokalizacja budynku była bliżej ulicy 62 Carver Street (teraz Charles Street), tablica zawieszona jest w nieprawidłowym miejscu. Bar, w którym podług różnych opowieści Poe pił przed śmiercią, nadal istnieje w Fells Point w Baltimore w stanie Maryland. Teraz znany jest pod nazwą The Horse You Came In On, a lokalna tradycja oscyluje wokół wierzenia, że duch, który jest określany Edgarem, straszy w pokoju na górze.

### Toast ku pamięci Poego
Przyczyniając się jeszcze do zwiększenia tajemnicy otaczającej śmierć Poego, nieznana osoba czule określana jako „Poe Toaster” (wznosząca toast ku pamięci autora), oddaje mu cześć przy jego grobie od 1949 roku. Tradycja kontynuowana przez więcej niż 50 lat, wiąże się raczej z wieloma osobami, jednak ów hołd jest zawsze taki sam. 19 stycznia każdego roku, we wczesnych godzinach rannych, ktoś wznosi toast koniakiem przy pierwotnym miejscu, gdzie spoczywał Poe i zostawia trzy róże. Członkowie Edgar Allan Poe Society w Baltimore pomagali chronić ową tradycję przez dekady. 15 sierpnia 2007 roku Sam Porpora, były historyk z Westminster Church w Baltimore, gdzie autor jest pochowany, utrzymywał, że to on zapoczątkował tę tradycję w latach 60. Stwierdzenie, że zaczęła się ona w 1949 roku, mówił, było żartem, aby podnieść zyski i poprawić reputację kościoła. Jego wersja nie została jednak potwierdzona i kilka szczegółów które podał on do prasy zostało zakwalifikowanych jako nieścisłe.

### Utwory Poego jako inspiracja
Na literaturze grozy Poe’go wzorowała się Kelly Creagh, pisząc swą powieść "Nevermore. Kruk".  Utwory były inspiracją dla wielu kompozytorów. Jednym z pierwszych był S. Piliński, który w 1869 skomponował Souvenir d’Edgar Poe. Symphonie romantique, z której zachowała się tylko cz. II – Ulalume. Rekordzistą był Joseph Holbrook, który napisał: I Symfonia „Hommage to Edgar Poe” (1907) i pięć poematów symfonicznych: The Raven (1900), Ulalume (1903), The Bells (1906), The Pit and the Pendulum (1930), The Maestrom (po 1930, ZAG.) Eugeniusz Morawski skomponował na kanwie jego literatury trzy poematy symfoniczne: Nevermore, Ulalume i Hop-Frag (Ropucha), ten ostatni zaginiony.
Zespół Alan Parsons Project na swej debiutanckiej płycie Tales of Mystery and Imagination zawarł takie utwory jak Beczka Amontillado, czy System doktora Smoły i profesora Pierza. Peter Hammill nagrał na kanwie noweli Zagłada domu Usherów album utrzymany w konwencji bliskiej operze. Także zespół Arcturus nagrał utwór pod tytułem „Alone” wykorzystując tekst Edgara. Również heavymetalowa formacja Iron Maiden na swojej płycie Killers umieściła utwór odwołujący się do opowiadania Edgara Allana Poego, „Zabójstwo przy Rue Morgue”. Przykładem muzycznej aranżacji Kruka jest utwór „The Raven” grupy Omnia.
Mroczna twórczość Poego miała znaczący wpływ na brytyjskiego reżysera filmowego Alfreda Hitchcocka, który przyznawał: „Nie mogę się powstrzymać, by tego, co starałem się umieścić w moich filmach, nie zestawiać z treścią opowiadań Edgara Allana Poego”.
W 1971 roku powstał film na podstawie noweli Beczka Amontillado w reżyserii Leona Jeannota. Scenariusz napisali wspólnie L. Jannot i Bolesław Michałek pod pseudonimem Jan Bolesławski.
Utwór Poego Sen we śnie w przekładzie Włodzimierza Lewika wykonuje sanah przy udziale Grzegorza Turnaua na płycie Uczta.
Wątek Edgara Allana Poego pojawia się także w piosence Who the Hell Is Edgar? autorstwa Teyi i Saleny. Utwór reprezentował Austrię podczas 67. Konkursu Piosenki Eurowizji w Liverpoolu.

## Utwory

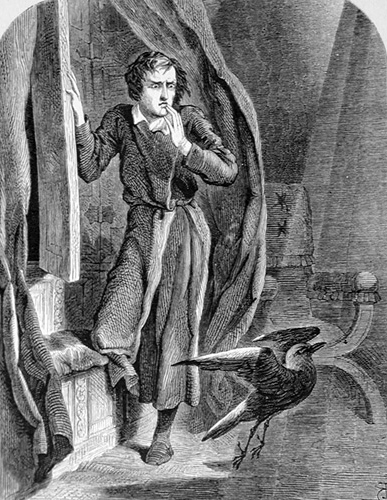
John Tenniel, ilustracja do Kruka (1858)

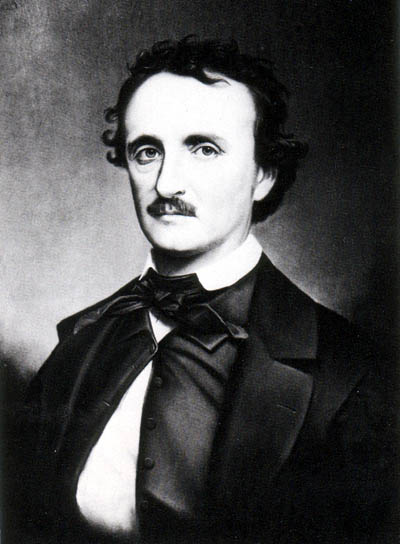
Edgar Allan Poe – Portret

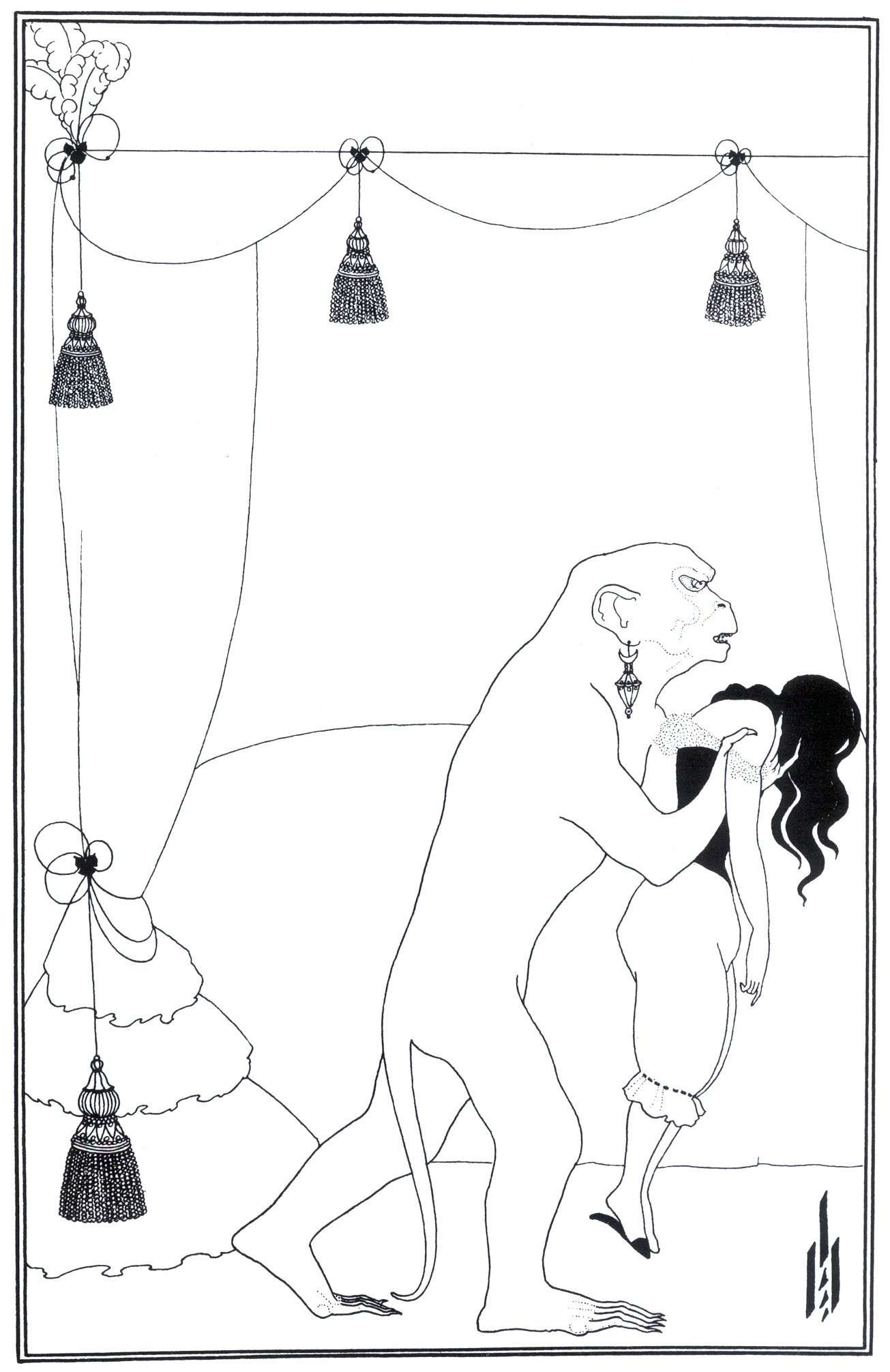
Ilustracja „Zabójstwa przy Rue Morgue”

### Liryka (wybór)
- Annabel Lee
- Do F. S. O. (To F. S. O.)
- Do – – – (To – – –)
- Do Heleny (To Helen)
- Do jednej w raju (To One In Paradise)
- Do matki (To My Mother)
- Do wiedzy (To Science)
- Do Zante (To Zante)
- Dzwony (The Bells)
- Eldorado (Eldorado)
- Eulalie (Eulalie)
- Gwiazda wieczorna (Evening Star)
- Kolizeum (The Coliseum)
- Kraina snu (Dream Land)
- Kruk (The Raven)
- Miasto w morzu (The City In The Sea)
- Milczenie (Silence)
- Nawiedzony gród
- Od lat najmłodszych (Alone)
- Robak Zdobywca (The Conqueror Worm)
- Szczęśliwych chwil, szczęśliwych dni (The Happiest Day)
- Sen we śnie (A Dream Within a Dream)
- Ulalume (Ulalume)

### Nowele
- Anioł Dziwnych Zdarzeń[133] (The Angel of the Odd)
- Artysta pejzażu (The Domain of Arnheim)
- Beczka Amontillado (The Cask of Amontillado)
- Berenice (Berenice)
- Bies przewrotności
- Bon – Bon (Bon – Bon)
- Eleonora (Eleonora)
- Cień – przypowieść (Shadow – A Parable)
- Czarny kot (The Black Cat)
- Człowiek interesu lub Człowiek biznesu[133] (Business Man)
- Człowiek, który się zużył (The Man That Was Used Up)
- Człowiek tłumu (The Man of the Crowd)
- Cztery bydlęta w jednej skórze lub Cztery bestie w jednej. Człowiek-żyrafa[133] (Four Beasts in One. The Homo-Cameleopard)
- Diabeł na wieży  (Devil in the Belfry)
- Dialog Eirosa i Charmiona (The Conversation of Eiros and Charmion)
- Dlaczego mały Francuz nosi swoją rękę za pazuchą[133] (Why the Little Frenchman Wears His Hand in a Sling)
- Duch Przekory (The Imp of the Perverse)
- Hop-Frog (Hop-Frog)
- Kariera literacka Thinguma Boba Esq.[133] (The Literary Life of Thingum Bob, Esq.)
- Król Dżumiec (King Pest)
- Książę de L'Omelette (The Duc de L'Omelette)
- Ligeja (Ligeia)
- Łoś (The Elk)
- Maska Czerwonego Moru (Masque of the Red Death)
- Mellonta Tauta (Mellonta Tauta)[134]
- Metzengerstein (Metzengerstein)
- Mistyfikacja (Mystification)
- Morella (Morella)
- Nieporównana przygoda niejakiego Hansa Pfaalla (Unparalleled Adventure of One Hans Pfaall)
- Nie zakładaj się nigdy z diabłem o swą głowę (Never Bet the Devil Your Head)
- Okulary (The Spectacles)
- Opowieść Jerozolimska lub Opowieść o Jerozolimie[133] (A Tale of Jerusalem)
- Opowieść z Gór Skalistych (A Tale of the Ragged Mountains)
- Podłużna skrzynia (The Oblong Box)
- Pogawędka z mumią (Some Words With a Mummy)
- Portret owalny (The Oval Portrait)
- Potęga słowa (The Power of Words)
- Prawdziwy opis wypadku z panem Waldemarem (The Facts in The Case of M. Waldemar)
- Przedwczesny pogrzeb (Premature Burial)
- Rewelacje mesmeryczne (Mesmeric Revelation)
- Rękopis znaleziony w butli (MS. Found in a Bottle)
- Rozmowa Monosa i Uny (The Colloquy of Monos and Una)
- Schadzka (The Assignation)
- Serce oskarżycielem (Tell-Tale Heart)
- Sfinks (The Sphinx)
- Skradziony list (The Purloined Letter)
- Studnia i wahadło (The Pit and the Pendulum)
- System doktora Smoły i profesora Pierza (The System of Doctor Tarr and Professor Fether)
- Tajemnica Marii Roget (Mystery of Marie Rogêt)
- Trzy niedziele w tygodniu (Three Sundays in a Week)
- Tysiączna i druga opowieść Szeherezady (The Thousand-and-Second Tale of Scheherazade)
- Tyś nim jest! (Thou Art the Man)
- Utrata oddechu (Loss of Breath)
- Von Kempelen i jego wynalazek (Von Kempelen and His Discovery)
- W bezdni Maelströmu (A Descent into the Maelström)
- William Wilson (William Wilson)
- Wyspa wróżki Fay (The Island of the Fay)
- Zabójstwo przy Rue Morgue (The Murders in the Rue Morgue)
- Zagłada domu Usherów (The Fall of the House of Usher)
- Złoty żuk (The Gold Bug)

### Powieści
- Przygody Artura Gordona Pyma (Narrative of Arthur Gordon Pym)
- The Journal of Julius Rodman

### Eseje
- Maelzel’s Chess Player
- The Philosophy of Furniture
- A Few Words on Secret Writing
- Morning on the Wissahiccon
- Filozofia kompozycji (The Philosophy of Composition)
- Eureka: A Prose Poem
- The Rationale of Verse
- Zasady poezji (The Poetic Principle)

### Sztuki
- Politian

### Inne
- The Conchologist’s First Book
- Bujda Balonowa (The Balloon-Hoax)
- The Light-House

### Zbiory
- Tamerlane i inne poezje (Tamerlane and Other Poems, 1827)
- Al Aaraaf, Tamerlane and Minor Poems (1829)
- Poems (1831)
- Opowieści groteskowo-arabeskowe (Tales of the Grotesque and Arabesque)
- Opowiadania (Tales, 1845)
- Kruk i inne poezje (The Raven and Other Poems, 1845)

### Utwory inspirowane twórczością Poego
- Lenore, the Cute Little Dead Girl
- Darkańskie opowieści
- Nevermore
- Who the Hell Is Edgar?
- Sen we śnie